# Ostramondra
Ostramondra település Németországban, azon belül Türingiában. Lakosainak száma 438 fő (2023. december 31.). Ostramondra Finne és Olbersleben községekkel határos.

## Népesség
A település népességének változása:
| Lakosok száma | 471  | 474  | 466  | 460  | 438  |
|               | 2017 | 2019 | 2021 | 2022 | 2023 |